# Feldenkraismethode

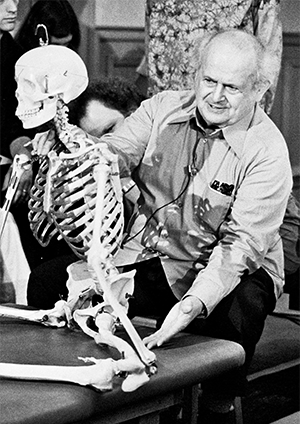
Moshé Feldenkrais (1978)

De feldenkraismethode is een alternatieve geneeswijze die door de Israëlische fysicus en judoleraar Moshé Feldenkrais (1904-1984) werd ontwikkeld. De methode gaat uit van een ondeelbaar geheel van lichaam en geest en probeert lichamelijke en geestelijke problemen te behandelen door de bewegingen van het lichaam te verbeteren. Hierdoor zouden ook de lichaamsfuncties verbeteren, zouden pijnen afnemen en zou de mens zich prettiger gaan voelen.

## Wetenschappelijk onderzoek
In 2005 werd een systematische review gedaan van gerandomiseerde onderzoeken met een controlegroep. Er waren zes van zulke onderzoeken naar de feldenkraismethode gepubliceerd, die zich richtten op een gevarieerde populatie en verschillende behandelingen. Van de zes studies meldden er 5 positieve effecten, en een rapporteerde geen effect. De review concludeerde dat het gevonden resultaat "bemoedigend" was maar "geenszins dwingend".